# Lanz D 5506
Der Lanz D 5506 ist ein Traktormodell aus der HE-Baureihe der Heinrich Lanz AG, das zwischen 1950 und 1952 produziert wurde. Es war die erste Nachkriegsentwicklung des Herstellers und lief unter der Bezeichnung „Allzweck-Bauern-Bulldog“. Lanz baute den Schlepper, genauso wie seinen Vorgänger D 4506 aus dem Jahr 1939, für kleinbäuerliche Betriebe und als Zweit- oder Pflegeschlepper auf größeren Höfen. Wesentlicher Unterschied zum Vorgängermodell ist die geänderte Karosserie, die beim D 5506 größer ausfällt und mehr Stauraum bietet. Lanz verkaufte bis zur Ablösung durch den D 1706 insgesamt 8255 Stück von diesem Modell.

## Technische Daten
Der Motor des D 5506 ist ein wassergekühlter 1-Zylinder-Vielstoffmotor mit Glühkopfzündung. Der Glühkopf sitzt nicht wie bei anderen Modellen vorn, sondern ist seitlich im Vorderachsträger untergebracht. Er hat einen Hubraum von 2807 cm³ und erreicht eine Leistung von 16 PS bei 950/min. Die Bohrung beträgt 145 mm und der Hub 170 mm. Das Getriebe hat sechs Vorwärtsgänge sowie zwei Rückwärtsgänge. Im höchsten Gang erreicht der Traktor eine Höchstgeschwindigkeit von rund 18 km/h.
Er ist 2745 mm lang, 1735 mm breit und 1850 mm hoch. Das Gewicht liegt bei 1190 kg und die Spurweite beträgt vorn zwischen 1200 und 1565 mm, hinten zwischen 1200 und 1550 mm.
Auf Wunsch konnte der Traktor mit hydraulischem Kraftheber, elektrischer Anlage für die Beleuchtung und elektrischem Anlasser geliefert werden. Standardmäßig eingebaut war dagegen eine Getriebezapfwelle.